# زبان ونجی
زبان وَنجی یک زبان از میان رفته ایرانی و عضوی از ناحیه همگرایی زبان‌های پامیری است. این زبان در دره رود ونج در ولایت خودمختار کوهستانی بدخشان در تاجیکستان امروزی رایج بوده‌است.
در قرن نوزدهم این منطقه به زور به امارت بخارا پیوست و طی یک یکسان‌سازی زبانی خشونت‌آمیز تا در پایان همان قرن زبان ونجی کاملاً ناپدید و با فارسی تاجیکی جایگزین شده بود.

## ویژگی‌ها
ونجی به شاخه زبان‌های شغنانی-یزغلامی از زبان‌های پامیری تعلق دارد.
این زبان آن‌طور که بازسازی شده‌است، دارای یک واج‌شناسی متشکل از هم‌خوان‌های انفجاری p, b، t, d، k, g و q، هم‌خوان‌های سایشی f, v، θ، ð، s, z، ʃ، ʒ، x، ɣ، χ، ʁ و h، هم‌خوان‌های انسدادی-انسایشی t͡ʃ و d͡ʒ و هم‌خوان‌های نغمه‌ای m, w، n, r، l, j و ŋ و همچنین مصوت‌های a, e، ẹ، i، ə، o، ü و u هست.
چیز بسیار کمتری در مورد دستور زبان ونجی قابل تشخیص است: احتمالاً دو جنس مذکر و مؤنث وجود داشته‌است، که اسم‌ها در حالت جمع با افزودن پسوند -ev، حالت‌های مقایسه‌ای صفت‌ها با افزودن -tar و مصدر فعل‌ها با افزودن -ak ساخته می‌شدند.

## مستندسازی
زبان‌شناس روس، ایوان زاروبین، یکی از اولین افرادی بود که در اوایل قرن بیستم زبان ونجی را مورد مطالعه قرار داد. او واژه‌ها و عباراتی را از ساکنان کهنسالی که ونجی را از پدربزرگ و مادربزرگ خود شنیده بودند، گردآوری کرد. زاروبین زبان ونجی را یکی از زبان‌های پامیری می‌دانست.